# 大柿一真
大柿 一真（おおかき かずま、1990年1月6日 - ）は、兵庫県競馬組合・西脇馬事公苑、山口浩幸厩舎所属の騎手である。地方競馬教養センター騎手課程第86期生。

## 来歴
2008年3月31日付けで地方競馬騎手免許を取得。同年4月15日第2回園田競馬1日目第1競走F6二組3歳条件戦ジュエリーハートで初騎乗（9頭立て4番人気4着）。同年5月5日第3回園田競馬5日目第1競走F2二組3歳条件戦をヴイセヨオレタチで優勝し、25戦目で初勝利（7頭立て2番人気）。
2009年7月9日平成21年度第1回シリーズ（4～6月）のリーディング表彰で敢闘賞を初受賞し、7月16日に表彰式が行われた。
2010年1月12日第24回全日本新人王争覇戦出場（10人中3位）。
2011年9月22日第13回園田プリンセスカップにて重賞初騎乗、初勝利。レース後の勝利ジョッキーインタビュー中に、競馬場に呼び寄せていた交際相手に(一般女性)に公開プロポーズをし、最終的に結婚に至った。
地方通算成績は2521戦119勝・2着174回・3着222回・勝率4.7%・連対率11.6%（2011年12月31日現在）

## 主な騎乗馬
- アスカリーブル（2011年園田プリンセスカップ）
- コスモピオニール（2020年ぎふ清流カップ）